# ۱۳۶ (پیش از میلاد)
۱۳۶ (پیش از میلاد) ۱۳۶مین سال قبل از تقویم میلادی است.